# 잇백

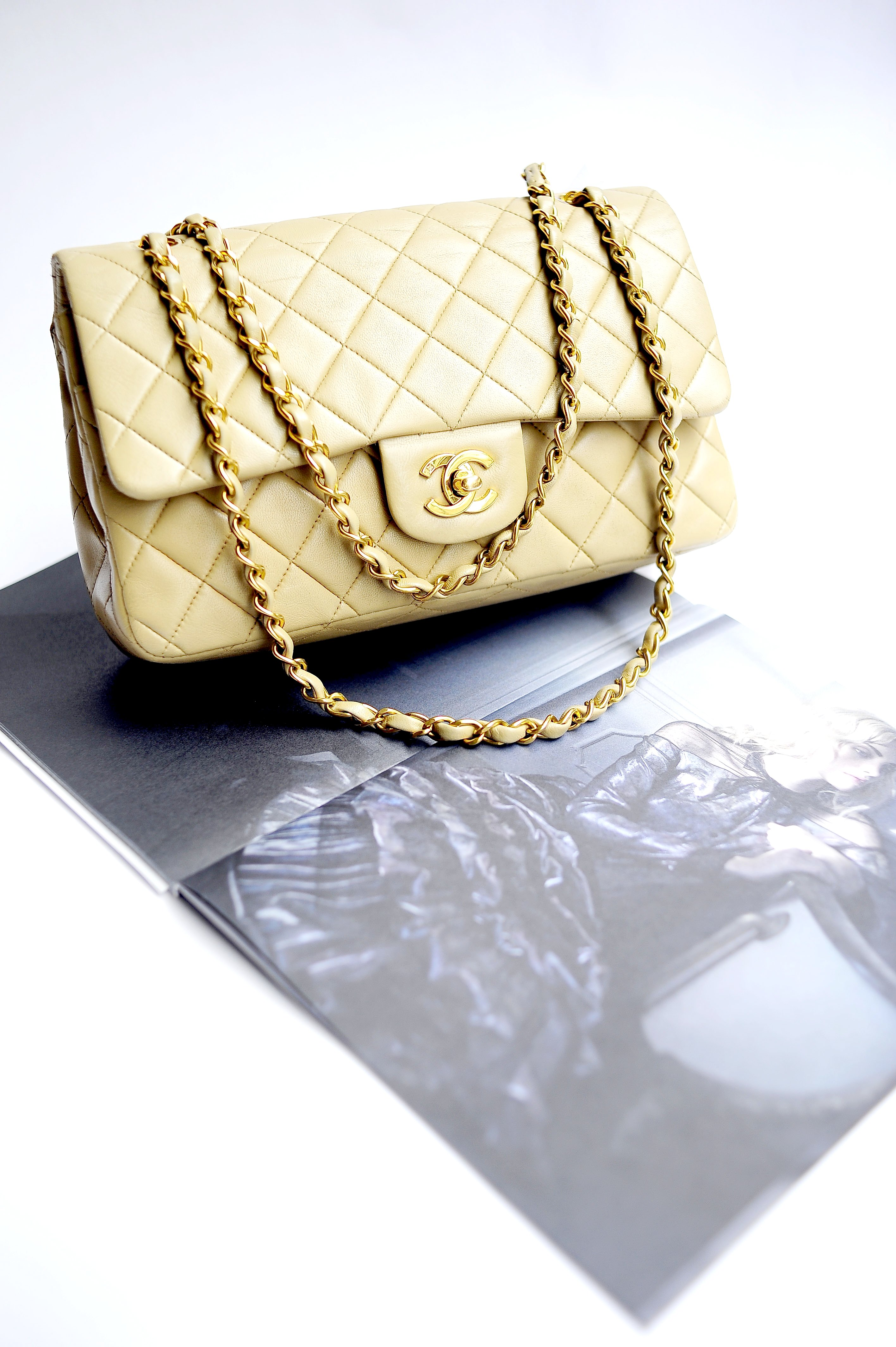
샤넬의 2.55

잇백(영어: It Bag)은 1990년대, 2000년대에 패션업계에서 구어체로 사용되기 시작한 말로, 샤넬, 에르메스, 펜디 등 고가의 디자이너 핸드백 브랜드와 형태로 인기가 높고 베스트셀러인 가방을 의미한다.

## 같이 보기
- 켈리백
- 버킨백